# Scorpaenodes investigatoris
Scorpaenodes investigatoris är en fiskart som beskrevs av William N. Eschmeyer och Rama-rao 1972. Scorpaenodes investigatoris ingår i släktet Scorpaenodes och familjen Scorpaenidae. Inga underarter finns listade i Catalogue of Life.